# Familia Boffin
Los Boffin son una familia ficticia del legendarium del escritor J. R. R. Tolkien. Son una familia de hobbits que habita en La Cerrada, pueblo situado en la Cuaderna del Este de la Comarca. Algunos de sus miembros más importantes son Berilia Boffin, ancestro de Bilbo y Frodo Bolsón, y Folco, amigo de Frodo, que le ayudó en su mudanza a Los Gamos.
Boffin es una adaptación del inglés Bophîn, de significado desconocido.

## Árbol genealógico
```
                                        Buffo
                                          |
          .----------------------.--------.--------------.-------------------------.
          |                      |                       |                         |        
        Bosco                  Basso                   Briffo                    Berilia
          |                                                                 = Balbo Bolsón
          |                                                                        |
          |                                                                  .-----.-----.     
          |                                                                  |           |
        Otto                                                               Mungo       Largo 
   = Lavanda Cavada                                                          :           :
          |                                                                  :           :
        .----------------------.--------------.----------------.           
Bilbo
       
Frodo

        |                      |              |                |           Bolsón      Bolsón
      Hugo                   Uffo           Rollo          Primosura                           
 = Donnamira Tuk           = Zafira        = Druda          = Blanco
        |                  Tejonera      Madriguera        Ciñatiesa
        |                      |              :                 |
  .-----.-----.          .-----.-----.        :        .--------.--------.           
  |           |          |           |        :        |                 |
 Jago     Jazmina      Gruffo      Gerda      :       Bruno           
Lobelia

  |      = Herugar       |      = Adalbert    :                       = Otho 
  |        Bolger        |         Bolger     :                    Sacovilla-Bolsón
  |           :          |                    :               
 Vigo         :        Griffo                 :                                           
  |           :     = Margarita            (Varios                  
  |           :        Bolsón            descendientes)                   
  |           :          |           
 Folco     
Fredegar
    Tosto      
            Bolger               
```